# Flaga Partenitu

Flaga Partenitu

Flaga Partenitu została zatwierdzona 31 sierpnia 2006 r. przez decyzję Partenickiej rady osiedlowej.

## Opis flagi
Flaga  prostokątna o stosunku boków 2:3, od góry do środka dolnej strony jest podzielona cienkim białym paskiem na trzy części: niebieską (obok drzewca), czerwoną i niebieską wolną. W górnej czerwonej części przedstawiony jest św. Jan Gotski w białej szacie.